# Olympische Winterspiele 2010/Snowboard – Snowboardcross (Frauen)
Der Snowboardcross-Wettbewerb der Frauen bei den Olympischen Winterspielen 2010 in Vancouver wurde am 16. Februar 2010 im Skigebiet Cypress Mountain ausgetragen. Olympiasiegerin wurde die Kanadierin Maëlle Ricker, vor Déborah Anthonioz aus Frankreich und der Schweizerin Olivia Nobs.

## Ergebnisse

### Platzierungsrunde
| Rang | Athletin                | Land               | 1. Lauf | 2. Lauf | Bester Lauf | Anmerkung |
| ---- | ----------------------- | ------------------ | ------- | ------- | ----------- | --------- |
| 1    | Mellie Francon          | Schweiz            | 1:24,43 | 1:24,79 | 1:24,43     | Q         |
| 2    | Lindsey Jacobellis      | Vereinigte Staaten | 1:26,13 | 1:25,41 | 1:25,41     | Q         |
| 3    | Maëlle Ricker           | Kanada             | 1:43,59 | 1:25,45 | 1:25,45     | Q         |
| 4    | Olivia Nobs             | Schweiz            | 1:28,70 | 1:26,25 | 1:26,25     | Q         |
| 5    | Helene Olafsen          | Norwegen           | 1:40,43 | 1:26,94 | 1:26,94     | Q         |
| 6    | Nelly Moenne-Loccoz     | Frankreich         | 1:27,31 | 1:42,92 | 1:27,31     | Q         |
| 7    | Déborah Anthonioz       | Frankreich         | 1:27,61 | 1:27,49 | 1:27,49     | Q         |
| 8    | Zoe Gillings            | Großbritannien     | 1:27,93 | DNF     | 1:27,93     | Q         |
| 9    | Simona Meiler           | Schweiz            | 1:45,16 | 1:27,94 | 1:27,94     | Q         |
| 10   | Doresia Krings          | Österreich         | 1:36,55 | 1:28,98 | 1:28,98     | Q         |
| 11   | Sandra Frei             | Schweiz            | 1:29,46 | 1:43,38 | 1:29,46     | Q         |
| 12   | Faye Gulini             | Vereinigte Staaten | 1:30,75 | 1:43,29 | 1:30,75     | Q         |
| 13   | Claire Chapotot         | Frankreich         | DNF     | 1:30,89 | 1:30,89     | Q         |
| 14   | Natsuko Doi             | Japan              | 1:31,23 | DNF     | 1:31,23     | Q         |
| 15   | Julie Wendel Lundholdt  | Dänemark           | 1:31,29 | 1:44,62 | 1:31,29     | Q         |
| 16   | Maria Ramberger         | Österreich         | 1:43,54 | 1:33,08 | 1:33,08     | Q         |
| 17   | Raffaella Brutto        | Italien            | 1:34,12 | 1:37,94 | 1:34,12     |           |
| 18   | Stephanie Hickey        | Australien         | 1:35,26 | DNF     | 1:35,26     |           |
| 19   | Isabel Clark Ribeiro    | Brasilien          | 1:41,10 | 1:51,65 | 1:41,10     |           |
| 20   | Dominique Maltais       | Kanada             | DSQ     | 1:45,56 | 1:45,56     |           |
| 21   | Callan Chythlook-Sifsof | Vereinigte Staaten | 1:59,04 | DNF     | 1:59,04     |           |
| 22   | Alexandra Schekowa      | Bulgarien          | DNF     | DNS     | DNS         |           |
| 23   | Yuka Fujimori           | Japan              | DNS     | DNS     | DNS         |           |
| 24   | Manuela Riegler         | Österreich         | DNS     | DNS     | DNS         |           |

### Viertelfinale

#### Lauf 1
| Rang | Athletin        | Land           | Anmerkung |
| ---- | --------------- | -------------- | --------- |
| 1    | Mellie Francon  | Schweiz        | Q         |
| 2    | Zoe Gillings    | Großbritannien | Q         |
| 3    | Simona Meiler   | Schweiz        |           |
| 4    | Maria Ramberger | Österreich     |           |

#### Lauf 2
| Rang | Athletin        | Land               | Anmerkung |
| ---- | --------------- | ------------------ | --------- |
| 1    | Olivia Nobs     | Schweiz            | Q         |
| 2    | Helene Olafsen  | Norwegen           | Q         |
| 3    | Faye Gulini     | Vereinigte Staaten |           |
| 4    | Claire Chapotot | Frankreich         |           |

#### Lauf 3
| Rang | Athletin            | Land       | Anmerkung |
| ---- | ------------------- | ---------- | --------- |
| 1    | Maëlle Ricker       | Kanada     | Q         |
| 2    | Nelly Moenne-Loccoz | Frankreich | Q         |
| 3    | Natsuko Doi         | Japan      |           |
| 4    | Sandra Frei         | Schweiz    |           |

#### Lauf 4
| Rang | Athletin               | Land               | Anmerkung |
| ---- | ---------------------- | ------------------ | --------- |
| 1    | Lindsey Jacobellis     | Vereinigte Staaten | Q         |
| 2    | Déborah Anthonioz      | Frankreich         | Q         |
| 3    | Doresia Krings         | Österreich         |           |
| 4    | Julie Wendel Lundholdt | Dänemark           |           |

### Halbfinale

#### Lauf 1
| Rang | Athletin       | Land           | Anmerkung |
| ---- | -------------- | -------------- | --------- |
| 1    | Helene Olafsen | Norwegen       | Q         |
| 2    | Olivia Nobs    | Schweiz        | Q         |
| 3    | Zoe Gillings   | Großbritannien | B-Finale  |
| 4    | Mellie Francon | Schweiz        | B-Finale  |

#### Lauf 2
| Rang | Athletin            | Land               | Anmerkung |
| ---- | ------------------- | ------------------ | --------- |
| 1    | Maëlle Ricker       | Kanada             | Q         |
| 2    | Déborah Anthonioz   | Frankreich         | Q         |
| 3    | Nelly Moenne-Loccoz | Frankreich         | B-Finale  |
| 4    | Lindsey Jacobellis  | Vereinigte Staaten | B-Finale  |

### Finalläufe

#### Kleines Finale
| Rang | Athletin            | Land               |
| ---- | ------------------- | ------------------ |
| 1    | Lindsey Jacobellis  | Vereinigte Staaten |
| 2    | Nelly Moenne-Loccoz | Frankreich         |
| 3    | Mellie Francon      | Schweiz            |
| 4    | Zoe Gillings        | Großbritannien     |

#### Finale
| Rang | Athletin          | Land       |
| ---- | ----------------- | ---------- |
| 1    | Maëlle Ricker     | Kanada     |
| 2    | Déborah Anthonioz | Frankreich |
| 3    | Olivia Nobs       | Schweiz    |
| 4    | Helene Olafsen    | Norwegen   |